# Przełęcz Zwardońska
Przełęcz Zwardońska (675 m) – przełęcz na granicy polsko-słowackiej znajdująca się w wyraźnym obniżeniu grzbietu, która bezpośrednio rozdziela kulminację Gomułki (784 m; słow. Serafinov grúň) na południu oraz niewielkie bezleśne wzniesienie Pydychów Gronia (751 m; na północnym zachodzie), za którym znajduje się przełęcz Przysłop. W regionalizacji fizycznogeograficznej Polski według Jerzego Kondrackiego jest to przełęcz między Beskidem Śląskim a Beskidem Żywieckim, w nowej regionalizacji przełęcz ta oddziela Międzygórze Jabłonkowsko-Koniakowskie od Beskidu Żywiecko-Kisuckiego, po słowackiej stronie są to Kysucké Beskydy. Przez szczyty te i przełęcze biegnie granica polsko-słowacka. W kierunku północno-wschodnim (na polską stronę) spływa spod Przełęczy Zwardońskiej niewielki dopływ potoku Roztoka, w południowo-zachodnim (na słowacką stronę) potok Čierňanka (Czernianka; na terenie Skalitego nazywana Skaliczanką (słow. Skaliťanka)). Gomułka, znajdująca się między Przełęczą Zwardońską a Skalanką, jest zwornikiem dla bocznego grzbietu Rachowca. Grzbietem, w którym znajduje się Przełęcz Zwardońska biegnie Wielki Europejski Dział Wodny.
Nazwa przełęczy pochodzi od wsi Zwardoń, położonej bezpośrednio na niej i tuż pod nią. Od 1 czerwca 1992 do 2007 roku funkcjonowało tutaj, otwarte po kilkudziesięcioletniej przerwie, polsko-słowackie kolejowe przejście graniczne Zwardoń-Skalité, w ciągu linii kolejowej z Żywca do Czadcy, będącej częścią kolei transwersalnej. Z przełęczy widać Sołowy Wierch (852 m), Ochodzitą (895 m), Groniową (739 m), Mały Rachowiec (840 m), Rachowiec (954 m), Skalankę (867 m) oraz szczyt Firkova Kýčera (804 m, już po stronie słowackiej).